# 李向辉
李向辉（1930年—），男，辽宁铁岭人，中华人民共和国植物遗传学家、植物生物技术专家。曾任中国农业生物技术学会常务理事。